# Robert Hugh Benson
Robert Hugh Benson (Wellington College, Berkshire, 18. studenoga 1871., Berkshire - Salford, 19. listopada 1914.), engleski katolički svećenik i književnik

## Životopis
Rođen je 18. studenog 1871. u okrugu Berkshire u Engleskoj od roditelja Edwarda Whitea Bensona, canterburyjskog anglikanskog nadbiskupa, i Mary Benson (r. Sidgwick).
Bio je treći sin u obitelji.
Sva braća i sestre bila su iznimna. Najstariji Martin bio je čudo od djeteta, ali je rano umro. Ostali su postigli neku razinu poznatosti: Arthur Christopher Benson , Margaret Benson , Edward Frederic Benson; sestra Nellie umrla je mlada.
Pohađao je Eton College, a zatim studira klasičnu književnost i teologiju na Sveučilištu u Cambridgeu. Godine 1895. njegov ga je otac, nadbiskup Canterburyja, zaredio za anglikanskog svećenika. Već u to vrijeme bio je poznat kao ugledan pisac i propovjednik. Nakon očeve smrti 1896. godine za Roberta započinje teško duhovno-intelektualno putovanje koje ga je vodilo kroz proučavanje raznih protestantskih denominacija, sve dok na koncu nije zatražio da bude primljen u Katoličku Crkvu 1903. godine. Dvije godine poslije zaređen je i za katoličkog svećenika. Tada je uslijedilo razdoblje dinamičnog i plodnog spisateljskog rada, kada je pisao i po četiri knjige godišnje – romane, kazališne komade, eseje, propovijedi i pjesme – i koje je potrajalo sve do njegove prerane smrti u 43. godini života. Kao ugledan i tražen propovjednik i predavač odlazio je u Italiju i u SAD, a 1911., tri godine prije svoje smrti, dobio je titulu monsinjora.
Djela Roberta Hugha Bensona odlikuju se bogatstvom jezika i pronicavim intelektom, maštovitošću i talentom. Za života je slovio kao jedan od najboljih engleskih pisaca svoga vremena, da bi kasnije pomalo pao u zaborav. Njegovo najvažnije i svjetski poznato djelo jest roman Gospodar svijeta iz 1907. godine. To je jedan od prvih distopijskih romana uopće, djelo koje ni dan-danas, više od stotinu godina kasnije, ne gubi na svojoj aktualnosti. Štoviše, njegov prikaz svijeta, atmosfere i odnosa u 21. stoljeću pokazao se upravo zastrašujuće preciznim. Ta je proročanska knjiga, koju opravdano možemo nazvati književnim klasikom, kruna njegova iznimno vrijednog spisateljskog opusa.